# Френки Фејзон
Френки Расел Фејзон (енгл. Frankie Russel Faison; Њупорт Њуз, Вирџинија, 10. јуна 1949) амерички је филмски, позоришни и телевизијски глумац.
Фејсон је своју глумачку каријеру започео на позоришној сцени, одигравши прву улогу у представи Краљ Лир 1974. године. Од тада је одиграо још неколико улога на сцени. Године 1987. номинован је за награду Тони, за улогу у представи Ограде, Пулицером награђеног драмског писца Огаста Вилсона. 
Фејсон је почео да глуми за телевизију 1974. године у телевизијској серији Great Performances. Од тада се појавио у више од 115 телевизијских серија и филмова, као што су Рупа без дна (1986), Ловац на људе (1986), Принц открива Америку (1988), Кад јагањци утихну (1991), True Colors (1990—1991), Волим невоље (1994), Сва моја деца (1998−1999), Афера Томаса Крауна (1999), Ханибал (2001), Беле рибе (2004), Жица (2002−2008), One Life to Live (2009—2011) и Бенши (2013—2016).